# George Athor Deng
George Athor Deng Dut (* 1962 in Khorfulus County, Jonglei, damals Sudan; † 19. Dezember 2011 in Morobo nahe Juba) war ein Politiker, Kommandant der SPLA und Rebellenführer im Südsudan.
George Athor wurde im Gebiet Khorfulus (Canal County) im Norden des Bundesstaates Jonglei als Padang-Dinka (auch Weißer-Nil-Dinka) geboren. Er scheiterte im April 2010 als unabhängiger Kandidat bei den Gouverneurswahlen in seinem Bundesstaat. Er warf seither der SPLA Wahlbetrug und Korruption vor und führte eine Rebellion gegen die von der SPLA gestellte Regierung des Südsudans. Dabei erhielt er Unterstützung von verschiedenen Volksgruppen, die sich von der SPLA benachteiligt fühlen.